# Ademola Lookman
Ademola Lookman Olajade Lookman (Wandsworth, 20 oktober 1997) is een Nigeriaans-Engels voetballer die doorgaans als aanvaller speelt. Hij verruilde RB Leipzig in augustus 2022 voor Atalanta Bergamo. Lookman debuteerde in 2022 in het Nigeriaans voetbalelftal.

## Clubcarrière

### Charlton Athletic
Lookman werd geboren in Engeland als zoon van Nigeriaanse ouders. Hij begon met voetballen bij amateurvereniging Waterloo FC en werd in 2013 opgenomen in de jeugdopleiding van Charlton Athletic. Hiervoor debuteerde hij op 3 november 2015 in het eerste elftal, in een wedstrijd in de Championship tegen Milton Keynes Dons. Hij viel na 65 minuten in voor Reza Ghoochannejhad. Coach Karel Fraeye liet Lookman op 21 november 2015  voor het eerst in de basiself beginnen, tegen Birmingham City. Zijn eerste competitietreffer volgde op 5 december 2015 tegen Brighton & Hove Albion. Tien dagen later maakte Lookman twee doelpunten tegen Bolton Wanderers. Charlton degradeerde dat seizoen naar de League One. 

### Everton
Lookman speelde in 2016/17 een halfjaar met Charlton op het derde niveau, waarna Everton hem in januari 2017 naar de Premier League haalde. Hier kon hij in zijn eerste anderhalf jaar niet aanhaken. Everton verhuurde hem daarop voor een jaar aan RB Leipzig. Ook hier moest hij het hebben van af en toe een invalbeurt. Bij zijn terugkeer in Engeland voor aanvang van 2018/19 kon hij Everton opnieuw niet overtuigen. Hij speelde dat jaar weliswaar 21 competitiewedstrijden, maar 18 daarvan als invaller.

### RB Leipzig
Leipzig haalde Lookman in juli 2019 definitief naar Duitsland. Dit resulteerde opnieuw in weinig speeltijd. De club verhuurde hem na dertien wedstrijden in twaalf maanden voor een jaar aan Fulham en daarna voor een jaar aan Leicester City. Fulham-coach Scott Parker zag het wel in hem zitten. Lookman speelde in 2020/21 34 wedstrijden in de Premier League, waarvan 31 vanaf de aftrap. Bij Leicester speelde hij minder, maar nog steeds regelmatig. Hiermee haalde hij ook de halve finales van de Conference League. Lookman had eerder al een keer in de Champions League gespeeld (met Leipzig) en in de Europa League (met Everton), maar dit was de eerste keer dat hij uitkwam in de knock-outfase van een Europees toernooi.

### Atalanta Bergamo
Lookman tekende in augustus 2022 bij Atalanta Bergamo, dat hem definitief overnam van RB Leipzig. Hiervoor scoorde hij in zijn eerste seizoen dertien keer in de Serie A, zijn hoogste seizoenstotaal in zijn carrière. In de Europa League-finale op 22 mei 2024 scoorde hij driemaal in de met 3-0 gewonnen finale tegen Bayer Leverkusen. Zo werd hij de eerste Afrikaan die tweemaal wist te scoren in een Europese finale en de eerste speler ooit die driemaal scoorde in een Europa League-finale.

## Clubstatistieken
| Seizoen | Club              | Competitie     | Competitie | Competitie | Beker | Beker | Internationaal | Internationaal | Totaal | Totaal |
| Seizoen | Club              | Competitie     | Wed.       | Dlp.       | Wed.  | Dlp.  | Wed.           | Dlp.           | Wed.   | Dlp.   |
| ------- | ----------------- | -------------- | ---------- | ---------- | ----- | ----- | -------------- | -------------- | ------ | ------ |
| 2015/16 | Charlton Athletic | Championship   | 24         | 5          | 0     | 0     | —              | —              | 24     | 5      |
| 2016/17 | Charlton Athletic | League One     | 21         | 5          | 4     | 2     | —              | —              | 25     | 7      |
| 2016/17 | Everton           | Premier League | 8          | 1          | 0     | 0     | —              | —              | 8      | 1      |
| 2017/18 | Everton           | Premier League | 7          | 0          | 3     | 0     | 6              | 2              | 16     | 2      |
| 2017/18 | → RB Leipzig      | Bundesliga     | 11         | 5          | 0     | 0     | 0              | 0              | 11     | 5      |
| 2018/19 | Everton           | Premier League | 21         | 0          | 3     | 1     | —              | —              | 24     | 1      |
| 2019/20 | RB Leipzig        | Bundesliga     | 11         | 0          | 1     | 0     | 1              | 0              | 13     | 0      |
| 2020/21 | → Fulham          | Premier League | 34         | 4          | 1     | 0     | —              | —              | 35     | 4      |
| 2021/22 | → Leicester City  | Premier League | 26         | 6          | 4     | 2     | 12             | 0              | 42     | 8      |
| 2022/23 | Atalanta Bergamo  | Serie A        | 31         | 13         | 2     | 2     | —              | —              | 33     | 15     |
| 2023/24 | Atalanta Bergamo  | Serie A        | 29         | 9          | 3     | 1     | 11             | 5              | 43     | 15     |
| Totaal  | Totaal            | Totaal         | 223        | 48         | 21    | 8     | 30             | 7              | 274    | 63     |

Bijgewerkt t/m 23 mei 2024.

## Interlandcarrière
Lookman speelde met Engeland –19 op het EK –19 van 2016 en won met Engeland –20 het WK –20 van 2017. Tijdens het behalen van die wereldtitel was hij het hele toernooi basisspeler. Hij scoorde daarbij twee keer in de achtste finale tegen Costa Rica en een keer in de halve finale tegen Italië. Lookman speelde daarna ook nog elf keer voor Engeland –21.
Nadat een oproep voor het Engelse nationale team uitbleef, debuteerde Lookman op 25 maart 2022 in het Nigeriaans voetbalelftal. Coach Augustine Eguavoen liet hem toen in de 74e minuut invallen voor Moses Simon tijdens een WK-kwalificatiewedstrijd tegen Ghana (0–0).

## Erelijst
| Wereldkampioen –20 | 1x | 2017    |
| Atalanta           |    |         |
| UEFA Europa League | 1x | 2023/24 |